# Diazoethan
Diazoethan ist eine organische Verbindung aus der Gruppe der Diazoverbindungen.

## Herstellung
Diazoethan kann durch Reaktion von N-Ethyl-N-nitrosoharnstoff mit Kaliumhydroxid hergestellt werden.

## Reaktionen
Reaktion von Diazoethan mit elementarem Iod ergibt 1,1-Diiodethan. Mit konjugierten Alkenen, beispielsweise Methylacrylat oder Methylmethacrylat reagiert Diazoethan in einer 1,3-dipolaren Cycloaddition unter Bildung eines Pyrazolins. Die Photolyse des Diazoethans ergibt ein Carben, das Ethyliden. Dieses ist hochreaktiv und lagert sich mit der Zeit zu Ethylen um. Mit Propylen reagiert Diazoethan zu 1,2-Dimethylcyclopropan. Mit Cyclohexanon reagiert Diazoethan unter Ringerweiterung zu 2-Methylcycloheptanon. Durch Reaktion mit kolloidalem Gold bildet Diazoethan ein Polymer.